# Прекобрдо
Прекобрдо је насељено место у општини Ровишће, у Бјеловарско-билогорској жупанији, Република Хрватска.

## Историја
До нове територијалне организације у Хрватској место је припадало бившој великој општини Бјеловар.

## Становништво
Насеље је према попису становништва из 2011. године имало 113 становника.
| Националност       | 1991.        |
| Хрвати             | 101 (98,05%) |
| Срби               | 0            |
| Југословени        | 0            |
| остали и непознато | 2 (1,94%)    |
| Укупно             | 103          |